# Bhaktapur (distrito)
Bhaktapur é um distrito da zona de Bagmati, no Nepal. A sua sede é a cidade de Bhaktapur. A população do distrito no censo de 2011 era de 303.027 habitantes.